# Tarrytown (Géorgie)
Pour les articles homonymes, voir Tarrytown.
Tarrytown est une ville américaine située dans le comté de Montgomery, en Géorgie. Selon le recensement de 2020, sa population est de 66 habitants.